# IC 1276
IC 1276 је збијено звјездано јато у сазвјежђу Змија које се налази на листи објеката дубоког неба у Индекс каталогу.
Деклинација објекта је - 7° 12' 40" а ректасцензија 18h 10m 45,7s. Привидна величина (магнитуда) објекта IC 1276 износи 10,3. IC 1276 је још познат и под ознакама GCL 90, Pal 7.